# Kąkolewnica (Radzyń Podlaski)
Pour les articles homonymes, voir Kąkolewnica.
Kąkolewnica (prononciation [kɔnkɔlɛvˈnit͡sa]) est un village de la gmina de Kąkolewnica du powiat de Radzyń Podlaski dans la voïvodie de Lublin, situé dans l'est de la Pologne.
Kąkolewnica devient un village unifié le 1er janvier 2011, formé des anciens villages séparés de Kąkolewnica Północna, Kąkolewnica Południowa, Kąkolewnica Wschodnia (Kąkolewnica nord, sud et est) et Rudnik.
Le village est le siège administratif (chef-lieu) de la gmina rurale (commune) appelée gmina de Kąkolewnica.
Il se situe à environ 18 kilomètres au nord de Radzyń Podlaski (siège du powiat) et 77 kilomètres au nord de Lublin (capitale de la voïvodie).
Le village comptait approximativement une population de 569 habitants en 2009.

## Histoire
De 1975 à 1998, le village est attaché administrativement à la voïvodie de Biała Podlaska.

Depuis 1999, il fait partie de la nouvelle voïvodie de Lublin.